# Анастасиевский район
Анастасиевский район — административно-территориальная единица в составе Ростовской области РСФСР, в 1937—1959 годах. Административный центр — село Анастасиевка. 

## История
Анастасиевский район 13 сентября 1937 года вошёл в состав Ростовской области.
В июне 1959 года Анастасиевский район был упразднён и его территория вошла в Матвеево-Курганский район.